# Johan Limpers
Johan Limpers (Heemstede, 2 de agosto de 1915 - Overveen, 10 de junio de 1944) fue un escultor de los Países Bajos.

## Datos biográficos
Limpers recibió su formación en la Academia Estatal en Ámsterdam , siendo alumno de Jan Bronner. 
Su obra es monumental y muestra una gran sensibilidad. Hizo muchos retratos. En 1940 ganó una medalla de plata en el Premio de Roma y empató en el concurso de arte monumental. 
En la Segunda Guerra Mundial, tomó parte activa en la resistencia (aparece en el registro de la Resistencia de Ámsterdam). Fue a causa de su papel en la resistencia por lo que fue fusilado en las dunas de Overveen. Más tarde fue enterrado en el Eerebegraafplaats Bloemendaal de Overveen.
Limpers estaba casado con la escultora Katinka van Rood, que luchó junto a él en la Resistencia.